# Saint-Méard-de-Gurçon
Saint-Méard-de-Gurçon – miejscowość i gmina we Francji, w regionie Nowa Akwitania, w departamencie Dordogne.
Według danych na rok 1990 gminę zamieszkiwało 751 osób, a gęstość zaludnienia wynosiła 26 osób/km² (wśród 2290 gmin Akwitanii Saint-Méard-de-Gurçon plasuje się na 546. miejscu pod względem liczby ludności, natomiast pod względem powierzchni na miejscu 298.).